# سیگنال دود
سیگنال دود (به انگلیسی: Smoke Signa) یک فیلم سینمایی آمریکایی تکنی‌کالر در ژانر وسترن محصول سال ۱۹۵۵ میلادی به کارگردانی جری هاپر و بازیگران اصلی این فیلم دینا اندروز و پایپر لوری می‌باشند.

## بازیگران
- دینا اندروز درنقش برت هالیدی
- پایپر لوری درنقش لورا ایوانز
- رکس دلیل درنقش ستوان فورد
- ویلیام تالمن
- میلبورن استون
- داگلاس اسپنسر درنقش گارود
- گوردون جونز درنقش راجرز
- ویلیام شارلت درنقش لیوینگستون
- رابرت جی. ویلکه به عنوان گروه اول. دالی
- ویلیام ادوارد فیپز
- پت هوگان به عنوان دلچ
- پیتر کو به عنوان زندانی اوت